# Giorgio Benini
Giorgio Benini (Roma, 4 giugno 1962) è un ex calciatore italiano, di ruolo difensore.

## Carriera
Ha disputato con la maglia del Pescara il campionato di Serie A 1987-1988, l'unico finora in cui gli abruzzesi hanno ottenuto la salvezza in massima serie, con 18 presenze all'attivo.
Ha inoltre totalizzato 81 presenze e 4 reti in Serie B nelle file di Lazio, Pescara (con cui si è aggiudicato il campionato nella stagione 1986-1987)  e Barletta.

## Palmarès
- Campionato italiano di Serie B: 1

Pescara: 1986-1987